# Pien Dicke
Pien Dicke (Haia, 28 de agosto de 1999) é uma jogadora de hóquei sobre a grama neerlandesa.

## Carreira
Na Hoofdklasse holandesa, Dicke joga hóquei no SCHC.
Pien Dicke estreou-se com as cores da Holanda em 2016, como parte da equipa Sub-18 no Campeonato EuroHockey Juvenil em Cork, Irlanda. Em 2019, Dicke fez sua segunda aparição por uma equipe holandesa com a equipe Sub-21 no Campeonato EuroHockey Júnior em Valência, Espanha. Dicke marcou quatro gols ao longo do torneio, ajudando a equipe a ganhar a medalha de prata após perder a final nos pênaltis contra a Espanha. Em 2019, Dicke foi nomeada para a seleção principal da Holanda pela primeira vez e fez sua estreia em 2020.
Nos Jogos Olímpicos de Verão de 2024, em Paris, conquistou a medalha de ouro no torneio feminino do hóquei sobre a grama, após vencer a final contra a equipe chinesa por pênaltis.